# ザ・ユニオン
ザ・ユニオン(The Union)は、2010年に発表されたエルトン・ジョンのアルバム。
ローリング・ストーン誌では2010年のベストアルバム3位に選出された。

## 解説
エルトンが尊敬するミュージシャンの一人に挙げるレオン・ラッセルを迎えたアルバム。
彼はイギリスのチャンネル4が放送するエルヴィス・コステロの音楽番組"Spectacle: Elvis Costello with..."に出演した際、「世間から忘れられたシンガー・ソングライター」という質問にレオンの名をあげた。彼はピアノ奏者の先人として、共にライヴを行ったこともあるレオンを尊敬しており、これがきっかけでアルバム制作の話が持ち上がった。
曲作りはいたって順調に行われたが、録音直前にレオンが脳手術を受けるという事態も起きた。プロデューサーには60年代から活躍するベテランミュージシャンのT・ボーン・バーネットが起用された。エルトンの相棒である作詞家バーニー・トーピンとバーネットを交えた4人の名前が色々な組み合わせで各楽曲にクレジットされており、ブックレットにもこの4人の写真が使用されている。バンドスタイルでラフに録音されたアルバムである。
アルバム発表後のツアーも好評で迎えられた。地元でのライヴ活動や、作品のネット販売と、セールスも好調。音楽シーンの主流からは離れていたレオンを再び表舞台に引っ張り出した一作になった。
エルトンはその後、レオンのソロ・アルバム『ライフ・ジャーニー』（2014年）でエグゼクティブ・プロデューサーを務めている。

## 収録曲
1. イフ・イット・ワズント・フォー・バッド - If it was'nt for bad
2. エイト・ハンドレッド・ダラー・シューズ - Eight hundred dollar shoes
3. ヘイ・エイハブ - Hey Ahab
4. ゴーン・トゥー・シャイロー - Goe to shiloh
5. ハーツ・ハヴ・ターンド・トゥ・ストーン - Hearts have turned to stone
6. ジミー・ロジャーズ・ドリーム - Jimmie Rodger's dream
7. ゼアーズ・ノー・トゥモロー - There's no tomorrow
8. モンキー・スーツ - Monkey Suit
9. ザ・ペスト・パート・オブ・ザ・デイ - the best part of the day
10. ア・ドリーム・カム・トゥルー - A dream come true
11. アイ・シュド・ハヴ・セント・ローゼズ - I should have sent roses
12. ホエン・ラヴ・イズ・ダイング - When love is dying
13. マイ・カインド・オブ・ヘル - My kind of hell
14. マンダレイ・アゲイン - mandalay again
15. ネヴァー・トゥ・オールド（トゥ・ホールド・サムバディ） - Never to old（to hold somebody）
16. イン・ザ・ハンズ・オブ・エンジェルス - In the hands of angels

- 作詞　2〜4,6,8,9,11〜15：バーニー・トーピン、1,5,7,10,16：レオン・ラッセル
- 作曲　2〜4,6〜10,12〜15：エルトン・ジョン、1,5,7,10,11,16：レオン・ラッセル、6,7：T・ボーン・バーネット、7：ジェームズ・ティモシー・ショウ（マイティ・ハンニバル）

## アルバム参加ミュージシャン
- エルトン・ジョン - vocals：1〜15, piano：2〜4,6〜15
- レオン・ラッセル - vocals, piano, Background Vocal Arranged：1,5,7,10,16

- T・ボーン・バーネット(T Bone Burnett) - Electric Guitar：3,6,12

- ビル・マックスウェル(Bill Maxwell) - Vocal Conducted：1〜3,5〜10,12〜16, Background Vocal Arranged：2,3,6,8,9,12〜15
- キーファス・シンシア(Keefus Ciancia) - Keyboads：1〜15
- ジム・ケルトナー(Jim Keltner) - drums：1〜9,11〜15, percussion：1〜9,12〜15
- ジェイ・ベルローズ(Jay Bellerose) - drums：1〜15, percussion：1〜9,12〜15
- デニス・クローチ(Dennis Crouch) - Acoustic Bass：1〜4,6〜10,12〜15
- マーク・リボー(Marc Ribot) - guitars：1〜4,6〜10,12〜15

- ダレル・レオナード(Darell Leonard) - Horns Arranged & Conducted & Trumpet：1,4,5,8,11,13, Bass Trumpet：1,8,11,13

- アイラ・ネパス(Ira Nepus) - Trombone：1,4,11
- モーリス・スピアーズ(Maurice Spears) - Trombone：1,4,11
- ジョージ・ボハノン(George Bohanon) - Trombone & Baritone Horn：1,4,11
- ウィリアム・ローパー(William Roper) - Tuba：1,4,11
- ジム・トンプソン(Jim Thompson) - Saxphone：5,8,11,13
- ジョセフ・サブレット(Joseph Sublett) - Saxphone：5,8,11,13
- トーマス・パターソン(Thomas Peterson) - Saxphone：5,8,11,13

- background vocals
- タタ・ヴェガ(Tata Vega)：1〜3,5〜10,12〜16
- ジュディス・ヒル(Judith Hill)、アルフィ・シラス・デュリオ(Alfie Silas Durio)、ジェーン・ウィザースプーン(Jean Witherspoon)：1,3,5,7,8,10,12〜16
- ローズ・ストーン(Rose Stone)：1,3,8,10,12,16, Tambourine：10
- ビル・カントス(Bill Cantos)：2,3,6,8,9,12〜16
- ルイス・パルディニ(Louis Pardini)、ジェイソン・シェフ(Jason Scheff) - Background Vocal：2,6,9,12,15
- タニア・バラム(Tanya Balam)、ケリー・ハフ(Kellye Huff)、ペリー・モーガン(Perry Morgan)、ティファニー・スミス(Tiffany Smith)：3,8,16

- マイク・ピアサン(Mike Piersante) - Tambourine：3,8, Hand Crap：10
- デブラ・ドブキン(Debra Dobkin) - Beaded Gourd：6
- デイヴィー・ファラガー(Davey Faragher) - Bass：5
- ドリュー・ランバート(Drew Lambert) - Electric Bass：16
- ドイル・ブランホール(Doyle Bramhall II) - Guitar：5,11
- ラス・ホール(Russ Pahl) - Pedal Steel：6
- マーティン・クレブ(Martin Crebb) - Keyboards：7,16
- ジェイソン・ウォーマー(Jason Wormer) - Dulcimer：4, Hand Crap：16
- カイル・フォード(Kyle Ford) - Hand Crap：10

- ブライアン・ウィルソン(Brian Willson) - Background Vocal Arranged & Background Vocal：12
- ブッカー・T・ジョーンズ(Booker T. Jones) - B3：1,5,9,11
- ドン・ウォズ(Don Was) - Bass：5,11
- ニール・ヤング - Vocals：4
- ロバート・ランドルフ(Robert Randolph) - Pedal Steel：7

## 製作
- T・ボーン・バーネット - Producer
- エルトン・ジョン＆ジョニー・バービス(Johnny Barbis) - Executive Producer